# Victoria (Texas)
Victoria es una ciudad ubicada en el condado de Victoria en el estado estadounidense de Texas. En el Censo de 2010 tenía una población de 62 592 habitantes y una densidad poblacional de 678,31 personas por km².
Es una de las ciudades de crecimiento más rápido del estado texano. A veces se llama a Victoria The Crossroads (El Cruce) por estar en el centro de cuatro ciudades importantes: Houston, Corpus Christi, San Antonio, y Austin.

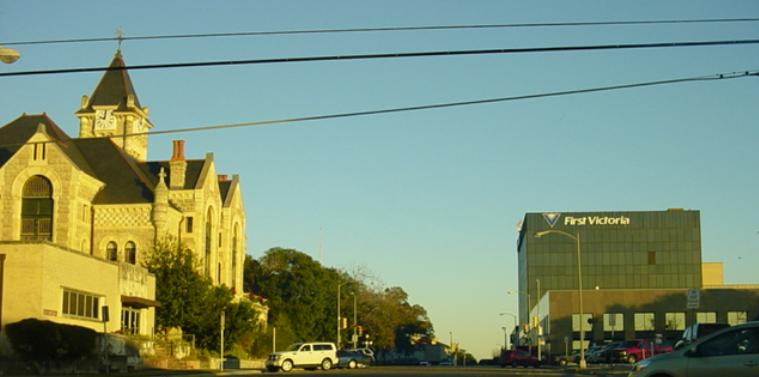
Calle Goodwin, Victoria.

## Geografía
Victoria se encuentra ubicada en las coordenadas 28°49′37″N 96°59′8″O / 28.82694, -96.98556. Según la Oficina del Censo de los Estados Unidos, Victoria tiene una superficie total de 92.28 km², de la cual 91.89 km² corresponden a tierra firme y 0.38 km² (0.42 %) es agua.
- Temperaturas: oscilan entre 6,5 y 34,3 °C, aunque se han registrado temperaturas extremas de 16 °C bajo cero y 43,8 °C[4]

## Historia

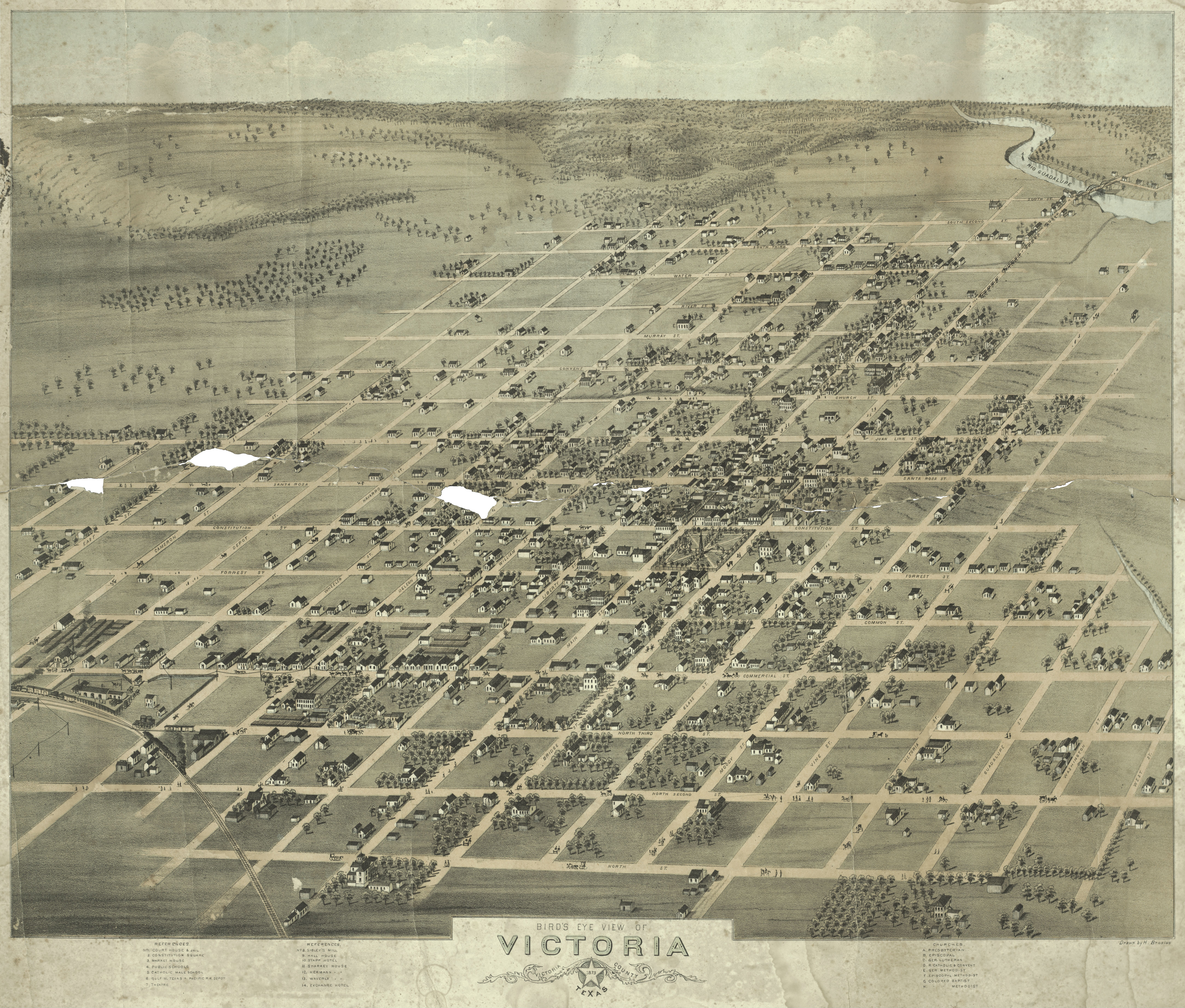
Victoria en 1873

La ciudad fue fundada cuando Texas aún era parte de México y recibió el nombre en honor al primer presidente mexicano, Guadalupe Victoria (1786-1843). El 8 de abril de 1824 Martín de León pidió permiso a la delegación provincial de San Fernando de Béxar para instalar a cuarenta y una familias en el curso bajo del río Guadalupe, y así fundar el pueblo de Nuestra Señora Guadalupe de Jesús Victoria. En 1829 obtuvo un segundo permiso para traer 150 familias más a dicho lugar, situado a 48 km del golfo de México.
Su esposa Patricia contribuyó con $9800 y vacas, caballos, y mulas valoradas en $300, procedentes de la herencia de su padre. La colonia de De León era la única en Texas predominantemente mexicana, y como ciudadano mexicano el empresario recibió preferencia legal en las numerosas disputas fronterizas con los establecimientos americanos que cercaban Guadalupe Victoria. 
Producida la derrota mexicana en la batalla de San Jacinto (1836) pasó a formar parte de la República de Texas, después de la retirada de las tropas de José de Urrea. Los insurgentes mexicanos de la efímera República del Río Grande se refugiaron en la zona donde obtuvieron ayuda en marzo de 1840. El 6 y 8 de agosto de ese mismo año junto con Linville (Condado de Calhoun) fue asaltada por un ataque comanche, provocando una treintena de muertos.
Victoria fue la sede de la Foster Air Force hasta su disolución en 1958.

## Demografía
Según el censo de 2010, había 62 592 personas residiendo en Victoria. La densidad de población era de 678,31 hab./km². De los 62 592 habitantes, Victoria estaba compuesto por el 76,2 % blancos, el 7,75 % eran afroamericanos, el 0.64 % eran amerindios, el 1,36 % eran asiáticos, el 0,02 % eran isleños del Pacífico, el 11,33 % eran de otras razas y el 2,69 % pertenecían a dos o más razas. Del total de la población el 48,28 % eran hispanos o latinos de cualquier raza.

## Educación
Victoria cuenta con enseñanza pública en el Victoria Independent School District. También cuenta con el servicio de las universidades Victoria College y University of Houston-Victoria. En la ciudad hay una biblioteca importante, Victoria Public Library, con 127 000 volúmenes, además de las situadas en los campus de ambas universidades.

## Tragedia

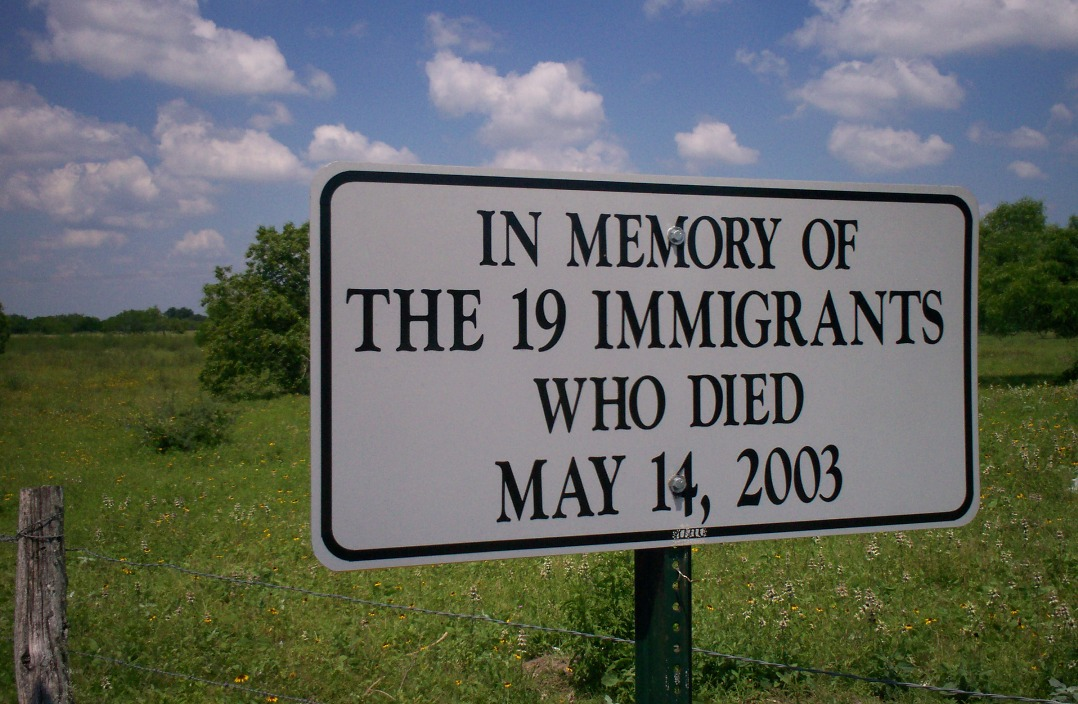
Anuncio de Tragedia en Victoria.

Victoria saltó a las primeras páginas de la prensa el 14 de mayo de 2003 debido a la llamada Tragedia de Victoria, cuando 19 inmigrantes indocumentados murieron de deshidratación y asfixia dentro de un camión de carga. Tyrone Williams, un jamaicano de la ciudad de Nueva York, aceptó transportar 74 indocumentados desde la frontera mexicana hasta Houston, Texas. El cajón del camión no tenía aire acondicionado ni sistema de ventilación alguno y los pasajeros empezaron a deshidratarse. Minutos antes de llegar a Victoria, Williams se paró en una gasolinera de la carretera 77, desenganchó el cajón y se fugó. Diecisiete inmigrantes murieron dentro del cajón y otros dos en un hospital, después de ser rescatados por las autoridades. Los fallecidos venían de diferentes lugares de América Latina: El Salvador, Honduras, México, y la República Dominicana. Desde esa fecha, la Federación Potosina de Houston, TX, en conjunto con la Liga de ciudadanos latinoamericanos unidos y otras organizaciones, cada año realiza una visita al lugar de los hechos en el mes de mayo, en memoria de los fallecidos.

## Ciudades hermanadas
- Vitoria (España)